# Glasmästare

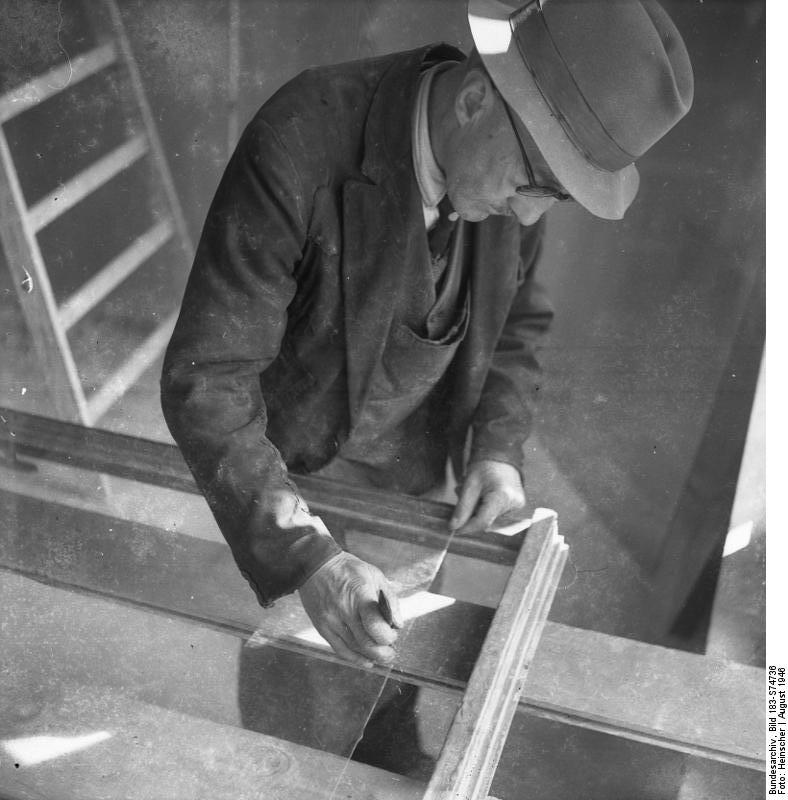
Glasmästare i arbete (1946).

Glasmästare är ett hantverksyrke inom vilket utövande hantverkare hanterar, installerar och säljer glas, företrädesvis fönster-, dörr- samt övrigt byggnadsglas. Normalt sett ingår även glasning av fordon i glasmästarens arbetsuppgifter. I det ingår reparation och nymontering av rutor i bilar, båtar och traktorer men även i stationära maskiner som lyftkranar.
En modern glasmästare har ofta specialkompetens i polyurethanlimningar då det är den valigaste metoden för montering av glas i fordon numera. Glasmästaren är ofta kunnig i svetsning, eftersom man svetsar stommar till aluminiumpartier i stålbalkar som kapas till för att passa in i kundernas önskemål. 